# Collegio uninominale Sardegna - 01 (Camera dei deputati 2020)
Il collegio elettorale uninominale Sardegna - 01 è un collegio elettorale uninominale della Repubblica Italiana per l'elezione della Camera dei deputati.

## Territorio
Come previsto dalla legge n. 51 del 27 maggio 2019, il collegio è stato definito tramite decreto legislativo all'interno della circoscrizione Sardegna.
È formato dal territorio dell'intera città metropolitana di Cagliari (17 comuni).
Il collegio è parte del collegio plurinominale Sardegna - 01.

## Eletti
| Elezione | Elezione | Deputato        | Partito      |
| -------- | -------- | --------------- | ------------ |
|          | 2022     | Ugo Cappellacci | Forza Italia |

## Dati elettorali

### XIX legislatura
Come previsto dalla legge elettorale, 147 deputati sono eletti con sistema a maggioranza relativa in altrettanti collegi uninominali a turno unico.
| Candidati                                 | Candidati                 | Voti    | %     | Liste                          | Voti    | %     |
| ----------------------------------------- | ------------------------- | ------- | ----- | ------------------------------ | ------- | ----- |
|                                           | Ugo Cappellacci ✔️ Eletto | 74 236  | 38,11 | Fratelli d'Italia              | 45 508  | 23,36 |
| Forza Italia                              | Ugo Cappellacci ✔️ Eletto | 74 236  | 38,11 | 13 581                         | 6,97    |       |
| Lega per Salvini Premier                  | Ugo Cappellacci ✔️ Eletto | 74 236  | 38,11 | 10 626                         | 5,45    |       |
| Noi moderati/Lupi - Toti - Brugnaro - UDC | Ugo Cappellacci ✔️ Eletto | 74 236  | 38,11 | 4 521                          | 2,32    |       |
|                                           | Andrea Frailis            | 55 624  | 28,55 | Partito Democratico-IDP        | 33 881  | 17,39 |
| Alleanza Verdi e Sinistra                 | Andrea Frailis            | 55 624  | 28,55 | 15 102                         | 7,75    |       |
| +Europa                                   | Andrea Frailis            | 55 624  | 28,55 | 4 963                          | 2,55    |       |
| Impegno Civico - Centro Democratico       | Andrea Frailis            | 55 624  | 28,55 | 1 678                          | 0,86    |       |
|                                           | Mauro Congia              | 41 457  | 21,28 | Movimento 5 Stelle             | 41 457  | 21,28 |
|                                           | Francesco Stara           | 10 359  | 5,32  | Azione - Italia Viva - Calenda | 10 359  | 5,32  |
|                                           | Roberta Moro              | 5 218   | 2,68  | Italexit                       | 5 218   | 2,68  |
|                                           | Nicola Sanna              | 3 321   | 1,70  | Italia Sovrana e Popolare      | 3 321   | 1,70  |
|                                           | Claudia Ortu              | 3 183   | 1,63  | Unione Popolare                | 3 183   | 1,63  |
|                                           | Mario Aresu               | 1 405   | 0,72  | Vita                           | 1 405   | 0,72  |
| Totale                                    | Totale                    | 194 803 | 100   |                                | 194 803 | 100   |
|                                           |                           |         |       |                                |         |       |
| Voti non validi                           | Voti non validi           | 5 927   | 2,95  |                                |         |       |
| Votanti                                   | Votanti                   | 200 730 | 56,47 |                                |         |       |
| Elettori                                  | Elettori                  | 355 459 |       |                                |         |       |